# Ortaköy
Ortaköy (v turečtině doslova Prostřední vesnice), řecky známá jako Agios Fokas a v byzantském období nazývaná Mesachorin (taktéž v řečtině Prostřední vesnice), je malá vesnice mezi Beşiktaş a evropským břehem Bosporu v Istanbulu.
Ortaköy bylo během dob Osmanské říše a počátku Turecké republiky kosmopolitní areál, kde žily komunity Turků, Řeků, Arménů a Židů. Dnes se v této čtvrti rovněž mísí různá náboženská vyznání (muslimové, židé, ortodoxní a v malé míře i křesťané). Nachází se tu atraktivní místa jak pro místní obyvatele, tak i pro turisty - výtvarné galerie, noční kluby, kavárny, bary a restaurace.
Novobarokní styl Ortaköyské mešity dokonale ladí s pobřežím Bosporu a zakotvenými loděmi.
V této městské části se také nachází několik významných škol jako například Kabataş Erkek Lisesi a univerzita Galatasaray. Mimo jiné se zde nachází Bosporský most, jeden ze dvou mostů, který propojuje evropskou a asijskou část Istanbulu.

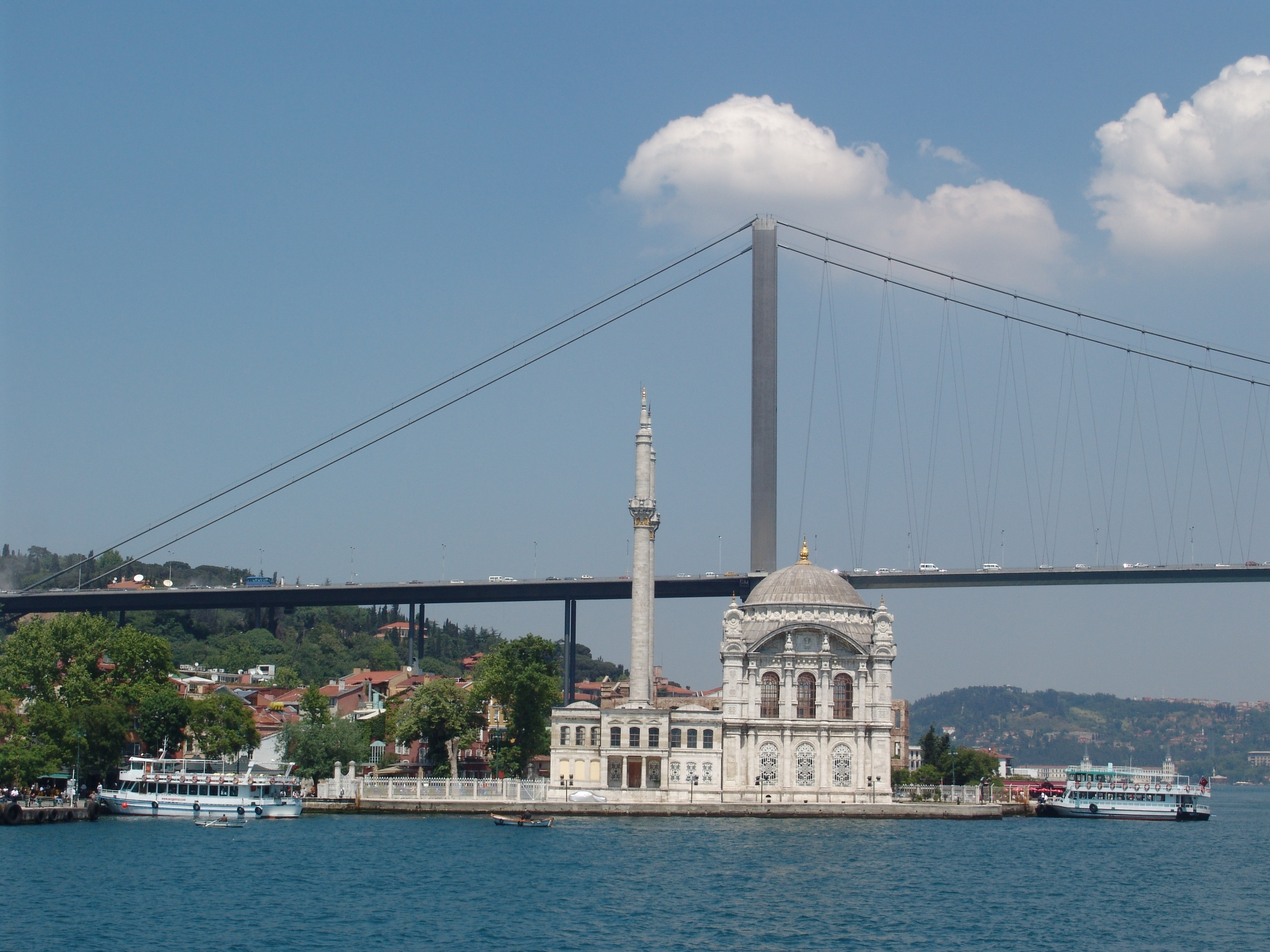
Ortaköyská mešita a Bosporský most

V roce 2004 zde pronesl svou řeč americký prezident George W. Bush na summitu NATO na univerzitě Galatasaray.

## Historie
Ortaköy bylo důležitým místem každodenního života jak během éry Byzantské říše, tak i Osmanské říše. V 16. století sem osmanský sultán Sulejman I. přesídlil turecké obyvatelstvo, aby zde žilo na jednom místě a tím odstartoval turecký vliv na tuto lokalitu. Jednou z nejstaršího budov jsou turecké lázně, které zde v roce 1556 vystavěl nejvýznamnější osmanský architekt Mimar Sinan.
Slavná Ortaköyská mešita, nacházející se na pobřežním náměstí, byla vybudována v 18. století. Později v 19. století byla přestavěna na příkaz sultána Abdulmecida I. dvěma architekty (otcem a synem) Garabet Amira Balyanem a Nigoğayos Balyanem v novobarokním stylu.
V roce 1871 vybudoval Ortaköy sultán Abdulaziz palác Çırağan, kde nějaký čas i žil. Palác byl poté využíván i osmanským parlamentem dokud nebyl v roce 1910 poničen požárem. Byl opraven v průběhu 80. let 20. století a v dnešní době slouží jako jeden z nejluxusnějších hotelů v Istanbulu.

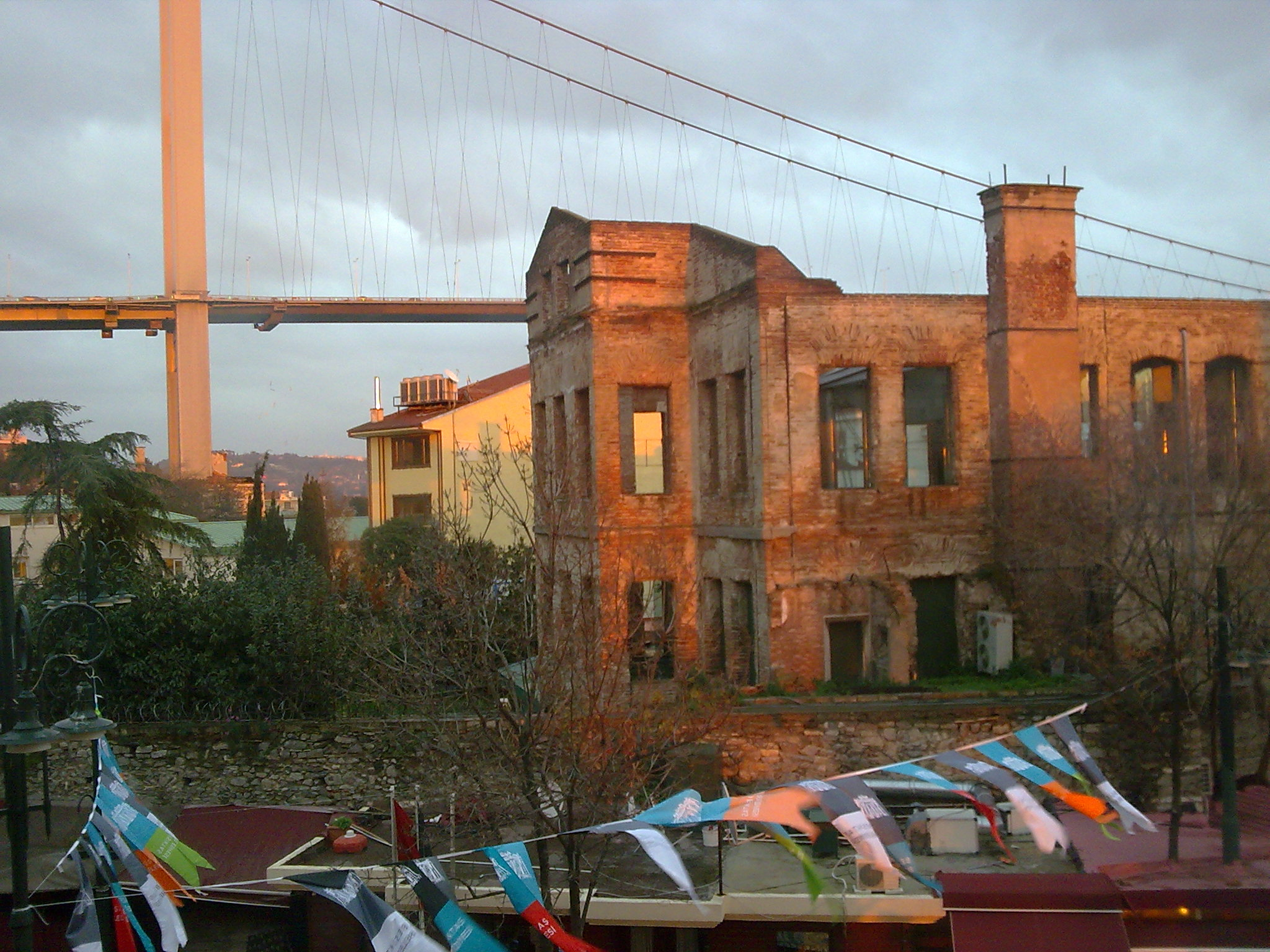
Rujny panství Esmy Sultan

Slavný německý architekt Bruno Taut zde žil v domě, který sám navrhl. Odráželo to jeho život v exilu a kombinoval japonský a evropský styl.
Ortaköyská dřívější kosmopolitní společnost vymizela v důsledku vysídlení nemuslimských komunit.
V roce 1948 po založení Izraele ubylo nejvíce židovské populace. Nepokoje v roce 1955 vyústily v emigraci členů istanbulských národnostních a náboženských menšin, především Řeků a Arménů. Dnes dne žije jen několik desítek nemuslimského obyvatelstva.
Dne 1. ledna 2017 se v Ortaköy odehrál smrtelný teroristický útok v nočním klubu Reina, kde stovky lidí oslavovalo Nový rok. Klub byl v květnu téhož roku uzavřen a zdemolován.